# Genay (Metrópoli de Lyon)
 Genay  es una población y comuna francesa de la Metrópoli de Lyon en la región de Auvernia-Ródano-Alpes. Pertenece a la aglomeración urbana de Lyon.

## Demografía
| 1 458 | 1 825 | 2 359 | 3 544 | 4 029 | 4 661 | 4 712 | 5 251 |
| Para los censos de 1962 a 1999 la población legal corresponde a la población sin duplicidades (Fuente: INSEE [Consultar]) |       |       |       |       |       |       |       |